# Suwon Football Club (femenino)
El Suwon Football Club (femenino) (En Coreano: 수원 FC 위민; anteriormente llamado Suwon UDC WFC) es un club de fútbol femenino de la ciudad de Suwon, Corea del Sur. Fue fundado el 1 de enero de 2008 y juega en la WK League, máxima categoría del fútbol femenino del país. Es la sección femenina del Suwon Football Club.

## Historia
El Suwon UDC ganó la WK League en la temporada 2010.

## Palmarés
| Competición nacional | Títulos     | Subcampeonatos |
| -------------------- | ----------- | -------------- |
| WK League (2/1)      | 2010, 2024. | 2019.          |

## Trayectoria
| Temporada | Temporada regular de la WK League | Temporada regular de la WK League | Temporada regular de la WK League | Temporada regular de la WK League | Temporada regular de la WK League | Temporada regular de la WK League | Temporada regular de la WK League | Temporada regular de la WK League | Playoffs     |
| Temporada | P                                 | V                                 | L                                 | E                                 | GF                                | GC                                | Pts                               | Pos                               | Playoffs     |
| --------- | --------------------------------- | --------------------------------- | --------------------------------- | --------------------------------- | --------------------------------- | --------------------------------- | --------------------------------- | --------------------------------- | ------------ |
| 2009      | 20                                | 4                                 | 3                                 | 13                                | 15                                | 36                                | 15                                | 6th                               | No clasificó |
| 2010      | 20                                | 12                                | 3                                 | 5                                 | 29                                | 17                                | 39                                | 2nd                               | Campeón      |
| 2011      | 21                                | 12                                | 4                                 | 5                                 | 39                                | 21                                | 40                                | 3rd                               | Subcampeón   |
| 2012      | 21                                | 6                                 | 6                                 | 9                                 | 29                                | 39                                | 24                                | 6th                               | No clasificó |
| 2013      | 24                                | 7                                 | 6                                 | 11                                | 28                                | 38                                | 27                                | 6th                               | No clasificó |
| 2014      | 24                                | 8                                 | 5                                 | 11                                | 20                                | 31                                | 29                                | 5th                               | No clasificó |
| 2015      | 24                                | 10                                | 7                                 | 7                                 | 36                                | 30                                | 37                                | 3rd                               | Semifinales  |
| 2016      | 24                                | 4                                 | 8                                 | 12                                | 26                                | 38                                | 20                                | 6th                               | No clasificó |
| 2017      | 28                                | 9                                 | 10                                | 9                                 | 39                                | 38                                | 37                                | 5th                               | No clasificó |
| 2018      | 28                                | 14                                | 8                                 | 6                                 | 48                                | 34                                | 50                                | 3rd                               | Semifinales  |
| 2019      | 28                                | 13                                | 10                                | 5                                 | 52                                | 42                                | 49                                | 3rd                               | Subcampeón   |